# Ogonek liściowy

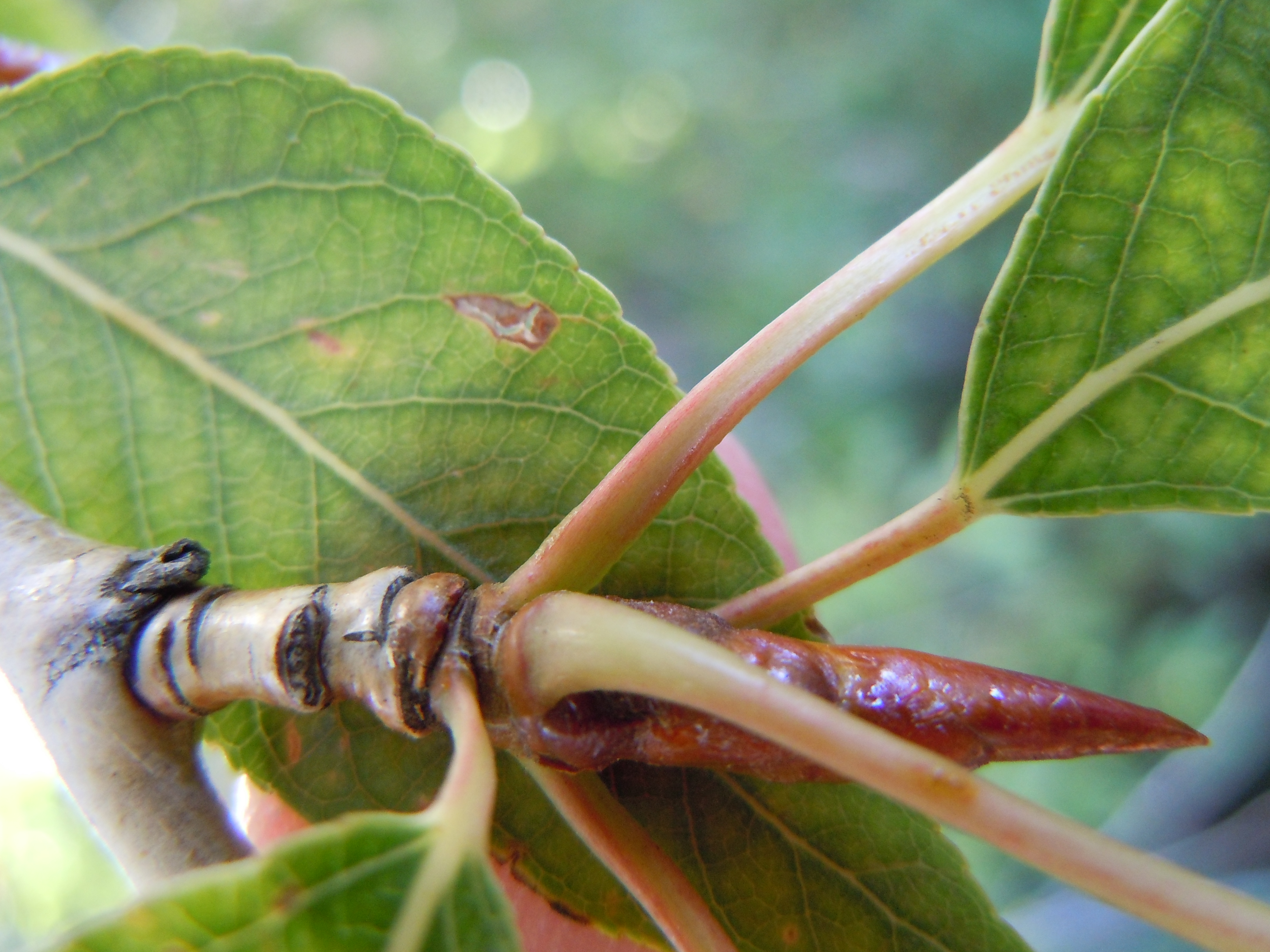
Ogonki liściowe na pędzie topoli

Ogonek liściowy – część liścia znajdująca się między blaszką liściową a łodygą. Występuje w liściach ogonkowych, natomiast brak go w liściach siedzących, u których blaszka osadzona jest bezpośrednio swą nasadą na łodydze. Ogonek wyróżniany jest w przypadku liści pojedynczych; w przypadku liści złożonych jego odpowiednikiem jest osadka. W specyficznych przypadkach ogonki ulegają modyfikacji i mogą zastępować blaszkę liściową – takie organy nazywane są liściakami. Mięsiste ogonki liściowe niektórych roślin są wykorzystywane jako warzywa np. rabarbaru ogrodowego, selera naciowego i pietruszki naciowej.
Czasem stosowane jest określenie pseudoogonka liściowego w odniesieniu do ogonków niektórych jednoliściennych (zwłaszcza bambusowych), ogonka lub poduszeczki zrośniętej z przylistkami oraz zwężenia blaszki liściowej przy jej nasadzie występującej czasem w przypadku liści siedzących.

## Morfologia i modyfikacje
Ogonek liściowy zwykle łączy nasadę blaszki liściowej z łodygą. Wyjątkiem są liście tarczowate, w których przypadku ogonek łączy łodygę z dolną stroną blaszki liściowej.
Ze względu na kształt na przekroju ogonek może być spłaszczony, obły, rynienkowaty, oskrzydlony i dęty. Ogonki mogą być nagie, owłosione lub kolczaste. Często u nasady ogonek bywa rozszerzony i zawiera zagłębienie stanowiące osłonę dla pąka. Na drugim końcu ogonka znajduje się u części roślin tzw. poduszeczka (lub poduszeczki na osadce liścia złożonego) (łac. pulvinus), których zmiany turgorowe umożliwiają poruszanie blaszką liściową, np. wykonywanie ruchów nyktynastycznych i odpowiadają za gwałtowną reakcję ruchową liści mimozy wstydliwej. Organy między ogonkiem i blaszką przypominające poduszeczkę, ale mające zdolność jednorazowego tylko poruszenia blaszką liściową określane są jako pulvinoid.
Ogonek liściowy w przypadku niektórych roślin może przejmować funkcje asymilacyjne blaszki liściowej i tak zmodyfikowany określany jest mianem liściaka. Tak jest w przypadku roślin siedlisk suchych, u których blaszka właściwa ulega redukcji, a z racji budowy sztywniejsze liściaki przejmują jej funkcję. Z kolei u dzbanecznika ogonek przejmuje funkcję asymilacyjną, podczas gdy blaszka ulega modyfikacji w organ pułapkowy. U niektórych roślin pnących ogonki są trwałe – zachowują się i drewnieją po odrzuceniu blaszki liściowej. Ogonki takie mogą być wijące się lub sztywne, w tym wykształcając się jak ciernie. Na ogonkach lub w zagłębieniu u ich nasady wykształcane bywają ciałka odżywcze wabiące mrówki (np. u Piper cenocladum i cekropki Cecropia).

## Anatomia

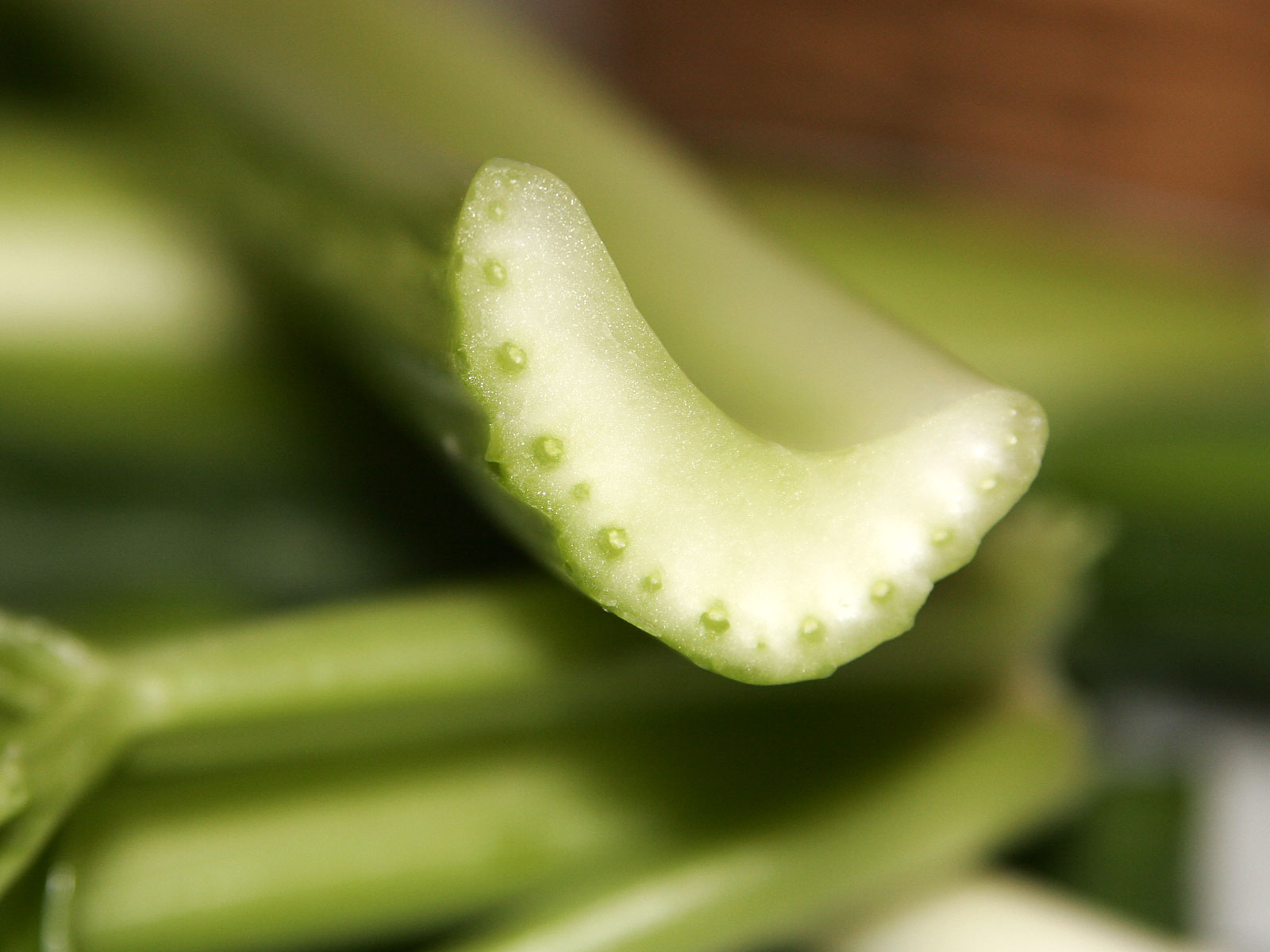
Wiązki przewodzące widoczne w przekroju poprzecznym ogonków liściowych selerów zwyczajnych

Anatomia ogonka przypomina budowę pierwotną łodygi, ale o symetrii grzbieto-brzusznej, a nie promienistej. Ogonek osłonięty jest epidermą, a wewnątrz wypełniony jest tkanką miękiszową i wzmacniającą oraz zawiera wiązki przewodzące.
W ogonku następuje przebudowa przedłużeń śladów liściowych, czyli włókien łyka i drewna oddzielonych od układu tkanek przewodzących w łodydze. Zmiany układu przewodzącego występują zwykle w części końcowej i początkowej ogonka, podczas gdy część środkowa ma zwykle podobną budowę na całej długości. W ogonku następuje rozgałęzianie się wiązek przewodzących dając w efekcie odpowiedni układ żyłek typowy dla użyłkowania liścia. Układ i liczba żyłek na przekroju ogonka liściowego ma pewne znaczenie taksonomiczne dla rozróżniania taksonów jednak nie jest to cecha znacząca (liczba śladów może być zmienna nawet u jednej rośliny). Względnie istotne znaczenie taksonomiczne dla oznaczania roślin w stanie bezlistnym ma natomiast ślad po odpadnięciu ogonka. Diagnozę rodzajów i gatunków umożliwiają specyficzne cechy kształtu i wielkości śladu liściowego oraz układ i liczba śladów wiązek sitowo-naczyniowych. Wiązki układają się w ogonku zwykle w formie łuku, rzadziej koliście lub w rozproszeniu (u jednoliściennych). W obrębie wiązek łyko znajduje się po stronie grzbietowej, a drewno po stronie brzusznej. Tkanka wzmacniająca w postaci włókien sklerenchymy połączona jest zwykle z wiązkami przewodzącymi, dodatkowo często pod skórką występują pasma kolenchymy.
Specyficzną budowę mają długie ogonki liściowe hydrofitów rozciągające się często od dna zbiornika do lustra wody – wyposażone są w długie kanały powietrzne zwiększające siły wyporności i pozwalające dzięki temu na wyniesienie blaszki liściowej ku powierzchni wody. Kanały powietrzne w ogonku pełnią przy tym także istotną funkcję wentylującą organy rośliny osadzone w mule na dnie zbiornika.
Zwykle w dolnej części ogonka występują też modyfikacje budowy związane z jego przystosowaniem do odcinania organów. Warstwa odcinająca ogonek liściowy cechuje się zwykle brakiem włókien sklerenchymatycznych, komórki przewodzące są tu krótsze, a i komórki miękiszu mają zmniejszone rozmiary. Przed odcięciem liścia blaszki środkowe między komórkami tej warstwy rozkładają się, rozluźniając w efekcie powiązania między komórkami. Czasem dodatkowo tworzy się odcinająca warstwa korka, ewentualnie warstwa taka rozwija się po odrzuceniu liścia.